# Kwiecewo (Varmia y Masuria)
Kwiecewo [pronunciación en polaco: /kfjɛˈt͡sɛvɔ/] (en alemán: Queetz) es un pueblo en el distrito administrativo de Gmina Świątki, dentro del Distrito de Olsztyn, Voivodato de Varmia y Masuria, en el norte de Polonia. Se encuentra aproximadamente 7 kilómetros al noreste de Świątki y 23 kilómetros al noroeste de la capital regional, Olsztyn. 
El pueblo tiene una población de 522 habitantes.